# 六角久頼
六角 久頼（ろっかく ひさより）は、室町時代の武将・守護大名。近江国守護。六角氏11代当主。官位は従五位下・近江守。

## 略歴
六角満綱の三男として誕生。
相国寺の僧籍にあったが、文安2年（1445年）に次兄・時綱が国人衆の盟主となり父と長兄・持綱と対立、敗れた父と長兄は自害して果てた。そのため、幕命により還俗して久頼と名乗り、翌文安3年（1446年）に次兄を追討して六角氏を相続した。
その擁立の経緯から、久綱の権力基盤が脆弱であったとする説もあるが、在京被官を中心に幕府による久綱擁立を支持した家臣団の存在も指摘されている。
しかし、衰退した六角氏の勢力を立て直すことはできず、京極持清の干渉に苦しめられた末に康正2年（1456年）10月2日に憤死した（自害とも）。家督は子・高頼が継いだが、幼少のため、甥で時綱の遺児・政堯が後見人となった。